# 1,4-Диоксан
Диоксан — циклическое химическое соединение с формулой C4H8O2. Традиционно под диоксаном понимается 1,4-диоксан (диэтилендиоксид), циклический простой эфир, хотя существуют также 1,2-диоксан и 1,3-диоксан.
Диоксан применяется в органической химии в качестве полярного апротонного растворителя. В основном используется как стабилизатор 1,1,1-трихлорэтана. Имеет сладковатый запах, схожий с запахом диэтилового эфира. Диоксан — побочный продукт этоксилирования в производстве поверхностно-активных веществ, например, натрий лауретсульфата, этоксилированных спиртов и др. По Proposition 65 в Калифорнии диоксан признан канцерогеном.

## Свойства
1,4-Диоксан — бесцветная подвижная жидкость с эфирным запахом. Взрывопожароопасен: пределы взрываемости в воздухе 1,97—22,5 % (по объёму).
1,4-Диоксан смешивается с водой, спиртом, эфиром; образует с водой азеотропную смесь (tkип 87,8 °C, 81,6 % диоксана).
Молекула центросимметрична и принимает пространственную конформацию «кресла», типичную для производных циклогексана. Молекула конформационно подвижная и может также легко принять конформацию «ванны», необходимую для хелатирования катионов металлов.

## Синтез
В лабораторных условиях диоксан получают перегонкой смеси этиленгликоля с серной кислотой, взаимодействием 2,2-дихлордиэтилового эфира с NaOH либо димеризацией окиси этилена:
Основной промышленный метод синтеза диоксана - дегидратация диэтиленгликоля, который, в свою очередь, получают взаимодействием этиленоксида с водой:
{\displaystyle {\ce {2(CH2CH2)O + H2O -> HOCH2CH2OCH2CH2OH}}}

## Очистка и сушка
При стоянии диоксан образует пероксиды, поэтому его нельзя сушить и перегонять до их полного удаления.
Для очистки к диоксану добавляют 5 % (об.) концентрированной серной кислоты и 2 часа кипятят с обратным холодильником. После охлаждения к диоксану при энергичном встряхивании добавляют твердый гидроксид калия до тех пор, пока его гранулы не перестанут разрушаться. Затем диоксан отфильтровывают от осадка, добавляют металлический натрий и снова кипятят с обратным холодильником. Затем диоксан перегоняют ещё раз.

## Применение
Диоксан используют как хороший растворитель, например для ацетилцеллюлозы, минеральных и растительных масел, красок.
Диоксан используется также как стабилизатор для 1,1,1-трихлорэтана для его хранения и транспортирования в алюминиевых ёмкостях.

### Свойство растворителя
Диоксан — относительно малополярный растворитель, он имеет бо́льшую растворяющую способность, чем диэтиловый эфир. Если диэтиловый эфир плохо растворим в воде, то диоксан гигроскопичен и смешивается с водой в любых соотношениях. Диоксан служит многофункциональным апротонным растворителем.
Диоксан используется в качестве стандарта для ПМР-спектроскопии в D2O.

## Безопасность
Несмотря на сравнительно малую токсичность — ЛД50 5170 мг/кг — диоксан раздражает глаза и дыхательный тракт, а также подозревается в способности поражать центральную нервную систему, печень и почки.
Известны факты, когда случайное воздействие 1,4-диоксана на рабочих приводило к смертельным исходам. Диоксан классифицируют IARC как Group 2B канцероген: возможно, что он канцерогенен для людей, так как известно его канцерогенное действие на животных.
Как и другие простые эфиры, диоксан соединяется с атмосферным кислородом при стоянии, образуя взрывоопасные пероксиды. Взрывоопасны смеси с воздухом, КПВ содержит 1,97‒25 об. % диоксана. Предельно допустимая концентрация его в воздухе 0,01 мг/л.

### Воздействие на природу
Диоксан на уровне 1 мкг/л был обнаружен в некоторых местах в США. Он малотоксичен для водных форм жизни и биодеградирует различными путями. Проблема обостряется из-за высокой растворимости диоксана в воде, он не задерживается почвой и попадает в подземные воды. Он устойчив к существующим процессам биодеградации. В результате пятно заражения больше, чем у обычных растворителей..

## Изомеры 1,4-диоксана

Орто-, мета- и пара-диоксаны — изомеры диоксана

1,2-Диоксан является типичным циклическим пероксидом. Образуется при действии пероксида водорода на бис-метилсульфонат 1,4-бутандиола. Гидрирование 1,2-диоксана приводит к 1,4-бутандиолу, его щелочной или кислотный гидролиз — к 4-гидроксимасляному альдегиду.
1,3-Диоксан относится к классу циклических ацеталей. Его производное — 4,4-диметил-1,3-диоксан — является промежуточным веществом при синтезе изопрена из формальдегида и изобутанола.